# Хмарівка (Харківський район)
Хма́рівка (в минулому — Шмарівка) — село в Україні, у Харківському районі Харківської області. Населення становить 315 осіб. Село у складі Безлюдівської громади.

## Географія
Село Хмарівка знаходиться на лівому березі річки Уда в місці впадання в неї річки Рудка, вище за течією примикає село Кирсанове, нижче за течією примикає село Тернова (Чугуївський район). Вище за течією річки Рудка примикає село Лизогубівка. До села примикають лісові масиви (сосна).

## Назва
Село Хмарівка раніше називалося Шмарівкою (від слова «шимир» — дьоготь).